# Scala Theatre

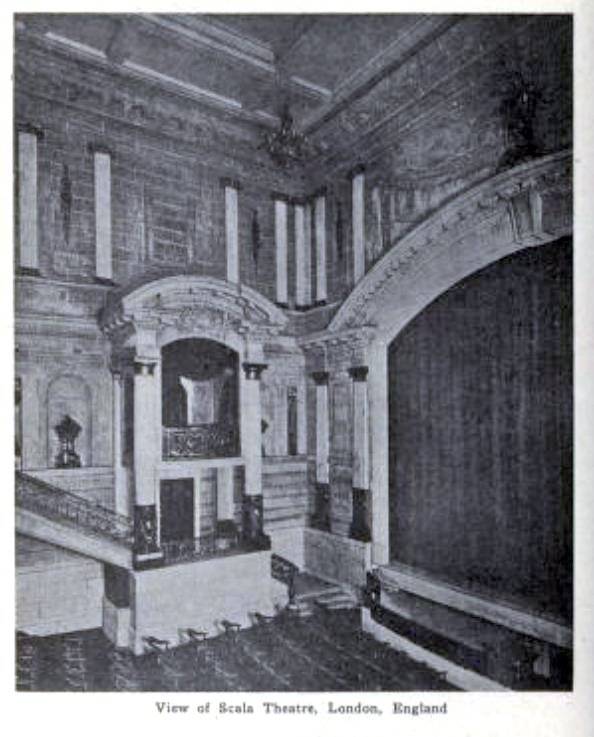
Im Scala Theatre, London, 1917

Das Scala Theatre war ein Theater in der Charlotte Street (London) an der Tottenham Court Road. 1772 wurde das erste Theater auf dem Gelände eröffnet und, nachdem es durch einen Brand zerstört worden war, 1969 abgerissen. Von 1865 bis 1882 war das Theater als Prince of Wales’s Theatre bekannt.

## Geschichte
Zu Beginn war das Theater als The New Rooms bekannt, wo 1772 Konzerte in der Charlotte Street unter der Leitung von Francis Pasquali stattfanden. Bekanntheit und königliches Wohlwollen führten zur Erweiterung des Gebäudes durch James Wyatt und seiner Umbenennung in King’s Concert Rooms (1780–1786). So wurde das Theater als Veranstaltungsort für Konzerte der Alten Musik und als  Hyde’s Room bekannt (1786–1802, verwaltet von den Direktoren für Konzerte und Alte Musik). 1802 besetzten die Pic-Nics, ein privater Theaterclub unter der Leitung von Captain Caulfield, das Gebäude und nannten es das Cognoscenti Theatre (1802–1808). Danach wurde es The New Theatre (1808–1815, unter Saunders und Herrn J. Paul) und wurde vergrößert und als öffentliches Theater mit einem Portikus-Eingang in der Tottenham Street ausgestattet. Das Gebäude setzte sich unter einer Reihe von Managern als erfolgloses Regency Theatre (1815–1820) fort und verfiel dem Bankrott. Das Theater wurde dann als West London Theatre (1820–1831, unter Brunton), Queen’s Theatre (1831–1833, 1835–1837 und erneut 1839–1865) und Fitzroy Theatre (1833–1835 und 1837–1839) mehrmals wiedereröffnet. Der Pächter des Theaters von 1843 bis 1869 war ein szenischer Künstler, Charles James James, und das Theater wurde die Heimat des grellen Melodramas, das den Spitznamen The Dusthole erhielt.